# Onanisberg
Der Onanis ist ein Berg in der Erongo-Region in Namibia. Der Berg liegt auf der gleichnamigen Farm Onanis.
Der Berg hat eine Fläche von zirka 20 Quadratkilometern und ist 1400 m hoch. An seinem südlichen Rand verlaufen die Hauptstraße C28 von Windhoek nach Swakopmund. 30 Kilometer westlich des Onanisberges befindet sich der Lange Heinrich und die Langer-Heinrich-Uranmine.

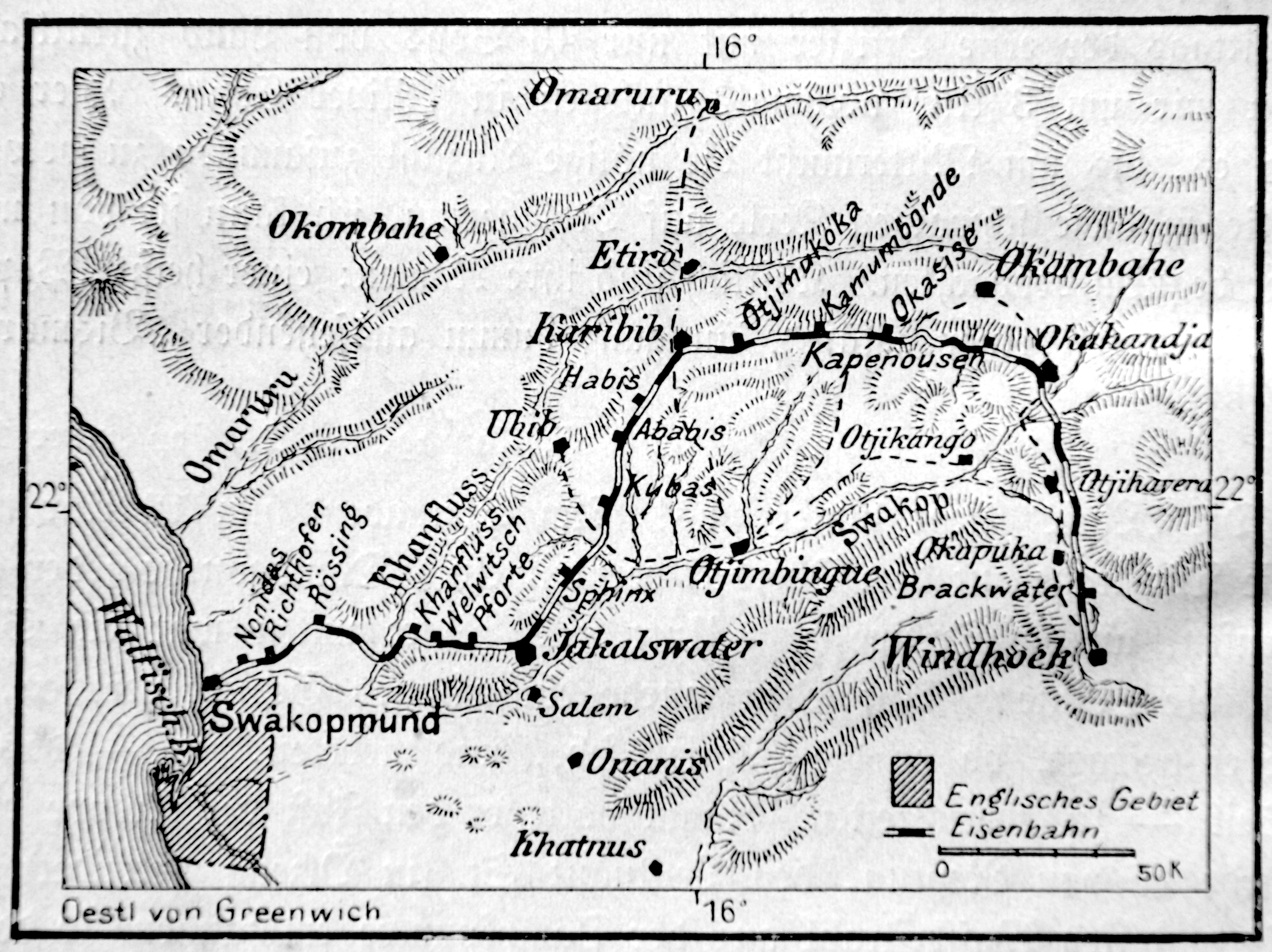
Onanis auf einer Karte vor 1904